# Phyllodoce callaona
Phyllodoce callaona är en ringmaskart som beskrevs av Grube 1857. Phyllodoce callaona ingår i släktet Phyllodoce och familjen Phyllodocidae. Inga underarter finns listade i Catalogue of Life.